# Peter Post
Peter Post (Ámsterdam, 12 de noviembre de 1933–Ámsterdam, 14 de enero de 2011) fue un deportista neerlandés que compitió en ciclismo en las modalidades de pista y ruta.
Ganó tres medallas en el Campeonato Mundial de Ciclismo en Pista entre los años 1962 y 1969.
En carretera ganó la París-Roubaix de 1964 y la clasificación general de la Vuelta a los Países Bajos de 1960 y de la Vuelta a Bélgica de 1963. Su victoria en la París-Roubaix de 1964 fue la más rápida en la historia hasta 2017.
Después de retirarse de la competición, fue director del equipo profesional TI-Raleigh de 1974 a 1992.

## Medallero internacional
| Campeonato Mundial | Campeonato Mundial | Campeonato Mundial | Campeonato Mundial         |
| Año                | Lugar              | Medalla            | Competición                |
| ------------------ | ------------------ | ------------------ | -------------------------- |
| 1962               | Milán ( Italia)    | Medalla de bronce  | Persecución individual (P) |
| 1963               | Rocourt ( Bélgica) | Medalla de plata   | Persecución individual (P) |
| 1969               | Amberes ( Bélgica) | Medalla de bronce  | Persecución individual (P) |

## Palmarés

### En pista
| 1957 - Campeón de Holanda en persecución - 1.º en los Seis días de Chicago 1958 - Campeón de Holanda en persecución 1959 - Campeón de Holanda en persecución - 1.º en los Seis días de Münster (con Lucien Gillen) - 1.º en los Seis días de Amberes (con Gerrit Schulte y Klaus Bugdahl) - 1.º en los Seis días de Bruselas (con Gerrit Schulte) 1960 - Campeón de Holanda en persecución - 1.º en los Seis días de Berlín - 1.º en los Seis días de Gante (con Rik Van Looy) - 1.º en los Seis días de Amberes (con Jan Plantaz y Gerrit Schulte) 1961 - Campeón de Holanda en persecución - Campeón de Holanda en omnium - 1.º en los Seis días de Amberes (con Willy Vannitsen y Rik Van Looy) - 1.º en los Seis días de Colonia - 1.º en los Seis días de Bruselas - 1.º en los Seis días de Gante (con Rik Van Looy) 1962 - 3.º en el Campeonato Mundial de Ciclismo en Pista de persecución - ̈Plusmarquista del mundo (pista cubierta) sobre 5 km en 6 min 7 s 30 - ̈Campeón de Europa de Derny - 1.º en los Seis días de Amberes (con Rik Van Looy y Oscar Plattner) - 1.º en los Seis días de Berlín - 1.º en los Seis días de Dortmund (con Rik Van Looy) 1963 - Campeón de Holanda en persecución - 2.º en el Campeonato Mundial de Ciclismo en Pista de persecución - ̈Campeón de Europa de Derny - Campeón de Europa en persecución - 1.º en los Seis días de Colonia - 1.º en los Seis días de Zúrich - 1.º en los Seis días de Bruselas (con Fritz Pfenninger) - 1.º en los Seis días de Milán (con Ferdinando Terruzzi) 1964 - Campeón de Europa en omnium - Campeón de Europa de Madison - ̈Campeón de Europa de Derny - 1.º en los Seis días de Amberes (con Noël Foré y Fritz Pfenninger) - 1.º en los Seis días de Berlín, Bruselas - 1.º en los Seis días de Zúrich (con Fritz Pfenninger) - 1.º en los Seis días de Colonia (con Hans Junkermann) 1965 - ̈Campeón de Europa de Derny - 1.º en los Seis días de Berlín, Dortmund - 1.º en los Seis días de Zúrich (con Fritz Pfenninger) - 1.º en los Seis días de Essen (con Rik Van Steenbergen) - 1.º en los Seis días de Amberes (con Klaus Bugdahl y Jan Janssen) - 1.º en los Seis días de Bruselas (con Tom Simpson) | 1966 - ̈Campeón de Europa de Derny - 1.º en los Seis días de Essen - 1.º en los Seis días de Gante - 1.º en los Seis días de Ámsterdam (con Fritz Pfenninger) - 1.º en los Seis días de Amberes (con Jan Janssen y Fritz Pfenninger) - 1.º en los Seis días de Milán (con Gianni Motta) 1967 - Campeón de Europa de Madison - ̈Campeón de Europa de Derny - 1.º en los Seis días de Berlín (con Klaus Bugdahl) - 1.º en los Seis días de Bremen - 1.º en los Seis días de Essen - 1.º en los Seis días de Frankfurt (con Fritz Pfenninger) - 1.º en los Seis días de Amberes (con Jan Janssen y Fritz Pfenninger) - 1.º en los Seis días de Milán (con Gianni Motta) 1968 - Campeón de Europa de Madison - 1.º en los Seis días de Londres - 1.º en los Seis días de Róterdam (con Patrick Sercu) - 1.º en los Seis días de Milán (con Gianni Motta) - 1.º en los Seis días de Berlín (con Wolfgang Schulze) - 1.º en los Seis días de Gante (con Leo Duyndam) 1969 - 3.º en Campeonato Mundial de Ciclismo en Pista de persecución - ̈Campeón de Europa de Derny - 1.º en los Seis días de Amberes (con Rik Van Looy y Patrick Sercu) - 1.º en los Seis días de Dortmund - 1.º en los Seis días de Frankfurt - 1.º en los Seis días de Londres - 1.º en los Seis días de Bremen (con Patrick Sercu) - 1.º en los Seis días de Róterdam - 1.º en los Seis días de Ámsterdam (con Romain De Loof) 1970 - ̈Campeón de Europa de Derny - 1.º en los Seis días de Groninga (con Jan Janssen) - 1.º en los Seis días de Bremen - 1.º en los Seis días de Colonia - 1.º en los Seis días de Londres (con Patrick Sercu) - 1.º en los Seis días de Zúrich (con Fritz Pfenninger y Erich Spahn) - 1.º en los Seis días de Amberes (con Klaus Bugdahl y René Pijnen) - 1.º en los Seis días de Bruselas (con Jacky Mourioux) 1971 - Campeón de Holanda en 50 km contrarreloj - 1.º en los Seis días de Amberes (con Leo Duyndam y René Pijnen) - 1.º en los Seis días de Berlín - 1.º en los Seis días de Frankfurt - 1.º en los Seis días de Londres - 1.º en los Seis días de Róterdam (con Patrick Sercu) - 1.º en los Seis días de Grenoble (con Alain Van Lancker) |

### Palmarés en ruta
| 1958 - 1 etapa de la Vuelta a los Países Bajos 1960 - Vuelta a los Países Bajos, más 1 etapa 1961 - 2 etapas de la Vuelta a los Países Bajos 1962 - Vuelta a Alemania - Tour de Limburgo 1963 - Campeonato de los Países Bajos en Ruta - 1 etapa del Tour du Nord - Vuelta a Bélgica - Elfstedenronde | 1964 - París-Roubaix - Critérium de As - 2 etapas de la Vuelta a Bélgica - Circuit de la vallée de la Lys 1965 - GP Flandria 1967 - Grand Prix d'Orchies |

## Equipos
| - Radium-RIH Sport (1956-1959) - Locomotief-Vredestein (1959) - Radium (1960-1961) - Flandria-Faema (1961-1962) - RIH Sport (1962) - Molteni (1963) - Dr. Mann-Labo (1963) - Amstel Bier (1963) | - Flandria-Romeo (1964-1965) - Vredestein (1966) - Solo-Superia (1966) - Biofin (1966) - Willem II-Gazelle (1967-1970) - Gazelle Cycles (1971) - Gazelle-Duraca (1972) |